# 2795 Lepage
2795 Lepage este un asteroid din centura principală, descoperit pe 16 decembrie 1979 de Henri Debehogne.